# Copidita litoralis
Copidita litoralis es una especie de coleóptero de la familia Oedemeridae.

## Distribución geográfica
Habita en la Isla King (Australia).